# Montecalvo del Castellano
Montecalvo del Castellano è stato un comune sparso del territorio di Acquasanta Terme, in provincia di Ascoli Piceno, soppresso nel 1866.
Oltre a San Martino, sede del comune, vi appartenevano i centri abitati di Casaduna, Collefrattale, Farno, Ferroni, Fleno, Forcella, Rocca Monte Calvo, San Giovanni, San Gregorio, San Paolo, Vallecchia Monte Calvo, Farnetto, Casette, Vosci, oltre a Morrice, Casanova e Pietralta attualmente nel comune di Valle Castellana.

## Storia
L'elemento caratteristico della zona è la Rocca di Montecalvo, un castello appartenuto alla famiglia Guiderocchi che si trova sulla rupe che sovrasta San Martino, da non confondere con la frazione Rocca Monte Calvo di Acquasanta Terme situata più a valle lungo il Castellano nei pressi del Lago di Talvacchia.
Posta sullo spartiacque tra il Tronto ed il Castellano, la sua costruzione risale al periodo dell'incastellamento, con l'abbandono della viabilità dei percorsi di fondovalle tipici dell'era romana (nel caso particolare, della via Salaria lungo la valle del Tronto) a favore dei percorsi di cresta. Con il Castellano come il confine tra le Marche e l'Abruzzo, e quindi anche tra Stato Pontificio e Regno di Napoli, nel XII secolo la rocca venne fortificata, vista anche la vicinanza a Castel Manfrino.
Diventato sindicato attorno al XIV secolo nel territorio del Libero Comune di Ascoli, Montecalvo fu comune autonomo fino alla nascita del Regno d'Italia.
La montuosità dell'ambiente, la difficile accessibilità e la posizione di confine favorirono lo sviluppo del brigantaggio. Per combatterlo, la rocca venne abbattuta nel 1566 dal Governatore di Ascoli Vincenzo Boncambi. Inoltre, il 20 maggio 1567 Candido Zitelli fu nominato da Papa Pio V come commissario generale contro i briganti. Con una forza di 400 uomini, distrusse quasi tutti i paesi della zona facendo strage della popolazione; numerosi prigionieri furono poi portati ad Ascoli, dove vennero giustiziati.
Nel testo dell’Indice di tutti i luoghi dello Stato Pontificio colla indicazione della rispettiva Legazione o Delegazione in che sono compresi nel Distretto Governo e Comune da cui dipendono le Diocesi alle quali sono essi soggetti e coll'epilogo in fine dei Distretti e Governi di ciascuna Legazione o Delegazione desunto dall'ultimo riparto territoriale ripromesso coll'Editto del 5 luglio 1831 questo paese citato come «Monte Calvo, ossia Farno e Fleno» risultano come: «Comune soggetto al Governo d'Arquata: Distretto, Delegazione e Diocesi di Ascoli. Anime 247.»
Il brigantaggio riprese vigore anche dopo la nascita del Regno d'Italia, con il Brigante Piccioni tra le figure di maggior rilievo. Fino all'avvento del Regno d'Italia, il Comune era indicato con il solo nome "Montecalvo". L'aggiunta della specificazione "del Castellano" è avvenuta ufficialmente per effetto del Regio decreto 9 novembre 1862 n. 978 che ha autorizzato il Comune ad assumere la denominazione Montecalvo del Castellano in conformità alla deliberazione del consiglio comunale del 29 agosto 1862. Il 1º gennaio 1866, infine, Montecalvo venne accorpato ad Acquasanta insieme a Quintodecimo, Montacuto e Santa Maria del Tronto